# Phlocerus svaneticus
Phlocerus svaneticus är en insektsart som beskrevs av Savenko 1941. Phlocerus svaneticus ingår i släktet Phlocerus och familjen gräshoppor. Inga underarter finns listade i Catalogue of Life.